# 大森站 (北海道)

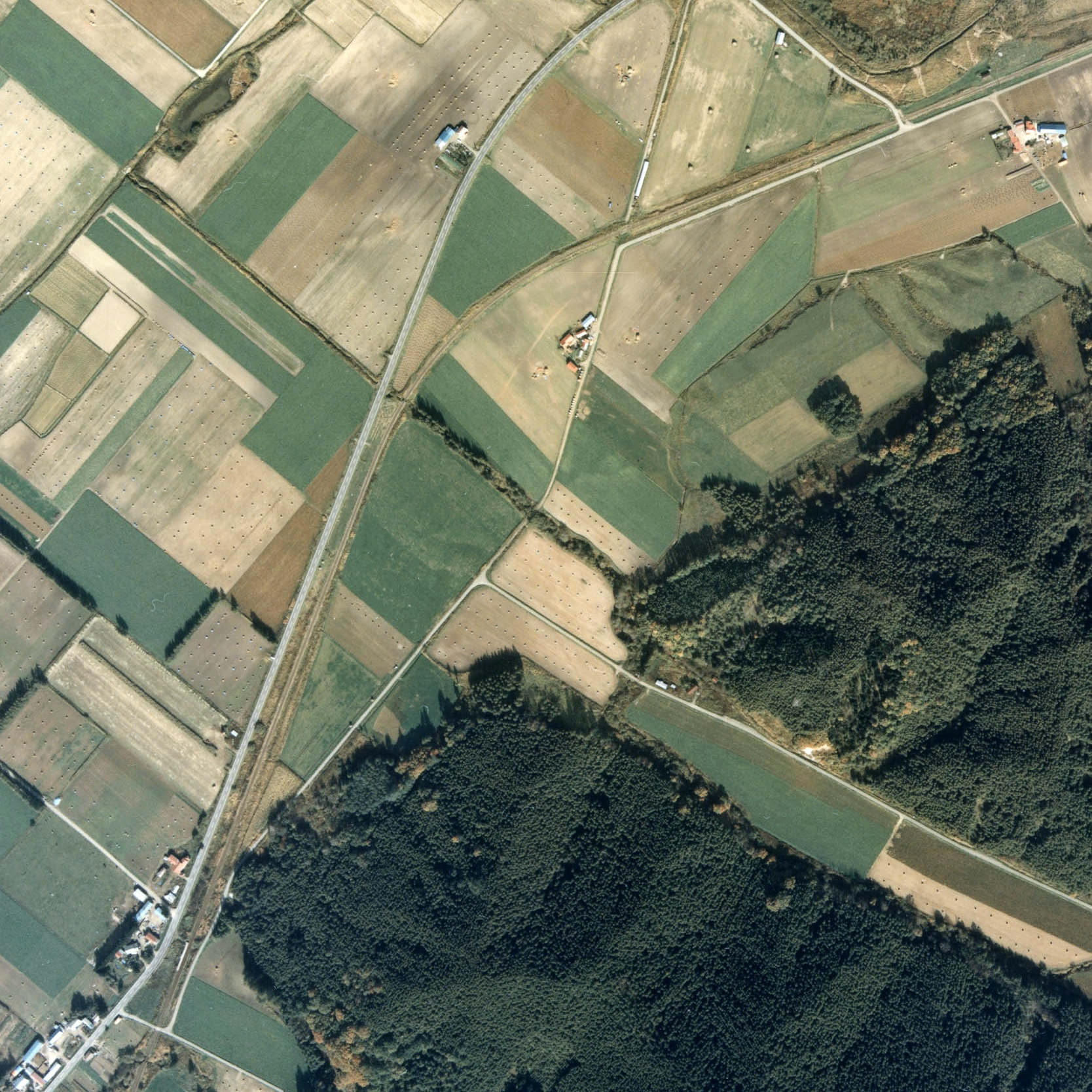
1977年國鐵池北線時代的大森臨時乘降場與方圓1公里範圍。路軌組事務所的舊位置是在右上方，遷移後的臨時乘降場在左下方。右上方是北見方向。在右上端附近，路軌西邊處可看見維護路軌小屋，在左邊可看見舊乘降場月台遺址。該處曾經設有較大的路軌組事務所和官舍。

大森站（日语：／ Ōmori eki */?）是位於北海道中川郡池田町字大森，北海道池北高原鐵道的故鄉銀河線車站（廢站）。隨著故鄉銀河線廢線，車站在2006年（平成18年）4月21日廢除。

## 歷史
在設置此站當初為臨時乘降場，通常臨時乘降場沒有記載在道內版時間表中，但是此臨時乘降場記載在內。
- 1948年（昭和23年）7月1日 - 為了維護路軌事務所（路軌組）相關人士通勤和通學需要，部分列車停靠此臨時乘降場[2]。
- 日期不詳 - 臨時乘降場向高島一方遷移1.1公里[3]。
- 時期不詳 - 道路整備により数十m高島側へ移転[4]。
- 1968年（昭和43年）10月1日 - 日本國有鐵道池北線大森臨時乘降場（局（日语：鉄道管理局）設定）啟用[2]。
- 1987年（昭和62年）4月1日 - 伴隨國鐵分割民營化，車站由北海道旅客鐵道（JR北海道）營運，同時升級為車站[5]。
- 1989年（平成元年）6月4日 - 北海道池北高原鐵道繼承池北線[6][7][8][9][10]。
- 2006年（平成18年）4月21日 - 故鄉銀河線全線廢除[1][11]，此站也廢除。

### 站名的由來
有一個說法，名稱原自阿伊努語的「ポロケナㇱ（poro-kenas）」，其意思是「大、河原之林」。

## 車站構造
截至車站廢除前，此站是地面車站，設有1面1線的單式月台。此站是無人車站。原本此站是臨時乘降場，因此月台結構比較簡單。

## 車站周邊
車站附近設有大森的村落。
- 國道242號（日语：国道242号）
- 十勝巴士（日语：十勝バス）「大森9線」巴士站

## 相鄰車站
北海道池北高原鐵道
故鄉銀河線
高島－大森－勇足

## 注腳
1. 1 2 3  北見現代史編集委員会（編集）. . 北見市: 981頁. 2007-01 （日语）.
2. 1 2  停車場変遷大事典 国鉄・JR編II 1998年10月 JTB發行。
3. ↑  JTB出版的《停車場変遷大事典》只記述1981年（昭和56年）夏天前的情況。在1956年（昭和31年）測量，國土地理院2萬5千分之1地形圖，臨時乘降場位於「十勝高島」後方位置。
4. ↑  1968年（昭和43年）修正、1969年発行、国土地理院2万5千分の1地形図「十勝高島」。踏切がなくなり、集落中心に近い位置に移動。
5. 1 2  太田幸夫.  1. 札幌市: 富士コンテム. 2004-02-29: 139. ISBN 4-89391-549-5 （日语）.
6. ↑   田中和夫（監修）. . 上巻 国鉄・JR線. 北海道新聞社（編集）. 2002-07-15: 236–237頁. ISBN 978-4-89453-220-5. ISBN 4-89453-220-4 （日语）.
7. ↑  田中和夫（監修）. . 下巻 SL・青函連絡船他. 北海道新聞社（編集）. 2002-12-05: 222頁–223頁. ISBN 978-4-89453-237-3. ISBN 4-89453-237-9.
8. ↑  北見現代史編集委員会（編集）. . 北見市: 952頁,954頁. 2007-01 （日语）.
9. ↑  ふるさと銀河線10周年記念事業実行委員会（編集）. : 21–24頁、95頁. 1999-06-04 （日语）.
10. ↑  . 北海道新聞 (北海道新聞社). フォト北海道（道新写真データベース）. 1989-06-03  [2016-11-25]. （原始内容存档于2016年11月25日） （日语）.
11. ↑  . 北海道新聞 (北海道新聞社). フォト北海道（道新写真データベース）. 2006-04-21  [2016-11-25]. （原始内容存档于2016年11月25日） （日语）.